# Felsőzsolca
Felsőzsolca è una città dell'Ungheria di 7.120 abitanti (dati 2001) . È situata nella contea di Borsod-Abaúj-Zemplén.

## Storia
La zona è abitata fin dal Neolitico. La città è menzionata per la prima volta in un documento nel 1281, nel contesto di una disputa territoriale con Miskolc il cui confine viene stabilito sul fiume Sajó.
Nel Medioevo la città prosperava ma venne distrutta dai Turchi. Venne anche incendiata dai Russi nel 1849 in seguito alla rivolta contro gli Asburgo, loro alleati.
Nel secolo XX divenne una città industriale favorita dalla vicinanza con Miskolc e ottenne lo status di città nel 1997.

## Infrastrutture e trasporti
Inserita nel tessuto urbano di Miskolc (il confine tra i due comuni è il fiume Sajó) la 
città è dotata di collegamenti con il capoluogo coi bus urbani della MKV Zrt.